# Libanons Billie Jean King Cup-lag
 Libanons Billie Jean King Cup-lag representerar Libanon i tennisturneringen Billie Jean King Cup, och kontrolleras av Libanons tennisförbund. 

## Historik
Libanon deltog första gången 1993.